# Мятиково
Мятиково (мар. Шарык Шурмар) — деревня в Горномарийском районе Марий Эл Российской Федерации. Входит в состав Пайгусовского сельского поселения.
Численность населения — 35 чел. (2014 год).

## География
Располагается в 2,4 км от административного центра сельского поселения — села Пайгусово.

## История
Марийское название «Шарык Шурмар» состоит из слова «шарык» — овца и слова «Шурмар» — сурские марийцы. Первые жители деревни переселились из-за реки Сура. Официальное название происходит от имени Мяти одного из первопоселенцев.

## Население
| 2002 | 2010 | 2014 |
| ---- | ---- | ---- |
| 36   | ↘31  | ↗35  |